# Luis de Góngora y Argote
Luis de Góngora y Argote (ur. 11 lipca 1561 w Kordowie, zm. 24 maja 1627 w Kordowie) – hiszpański poeta, jeden z czołowych przedstawicieli europejskiego baroku, kapelan króla Filipa III.
Znienawidzony i pogardzany przez wielu współczesnych mu twórców, na trzy stulecia popadł w zupełnie zapomnienie. Dopiero w 1927 grupa hiszpańskich poetów (m.in. Dámaso Alonso i Federico García Lorca) odkryła na nowo jego twórczość i przywróciła miejsce w panteonie hiszpańskiej literatury. Do najważniejszych jego dzieł należą Soledades i La Fábula de Polifemo y Galatea.

## Życiorys
Ojciec Luisa, Francisco de Argote, był prawnikiem w Kordowie, znanym ze swoich zamiłowań bibliofilskich i humanistycznych, słynął też z bogatej kolekcji książek, a w domu nieraz odbywały się spotkania literackie. Mimo to Luis od wczesnych lat młodości używał nazwiska matki, Leonor de Góngora, która pochodziła ze znacznie bardziej szanowanej rodziny. Być może miała też na to wpływ opieka wuja, Francisco de Góngora, prebendarza katedry w Kordowie. Scedował on część swoich dochodów kościelnych na młodego Luisa, zapewniając mu w ten sposób jako taki dobrobyt i możliwość studiów na uniwersytecie w Salamance. Góngora rozpoczął studia w wieku lat 15, poświęcając się prawu kanonicznemu i cywilnemu. Zakończył je po pięciu latach, zadowalając się minimalnymi ocenami – nie miał ochoty na karierę prawniczą, choć dzięki koneksjom rodziny i wrodzonej inteligencji mógłby w tej dziedzinie wiele osiągnąć. Choć Góngora niemal do końca życia związany był ze stanowiskami kościelnymi, trudno powiedzieć, by i tej dziedzinie poświęcał się w sposób należyty. Powszechnie znane były jego skłonności do hazardu oraz tauromachii (podówczas zabronionej klerykom). Karty nie tylko powodowały jego ustawiczne kłopoty finansowe, ale sprowadzały też nań gromy hierarchów Kościoła. W 1588 otrzymał nawet specjalne biskupie upomnienie. Powrócił do Kordowy i utrzymywał się z prebendy w miejscowej katedrze. O tym okresie jego życia wiadomo niewiele – na pewno kilkakrotnie wyjeżdżał poza miasto, wysyłany przez kapitułę m.in. do Galicji, Nawarry i obu Kastylii.

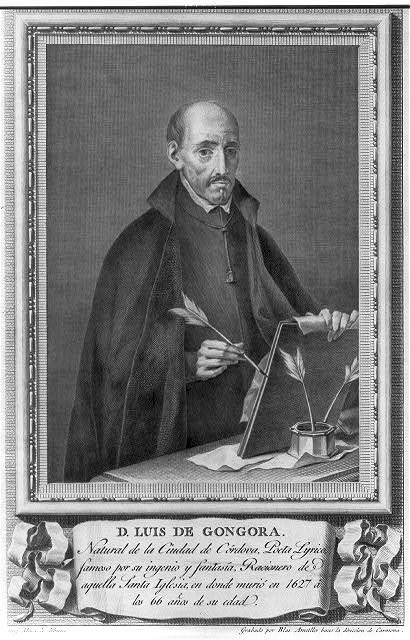
Luis de Góngora y Argote

W 1602 przebywał na dworze królewskim w Valladolid. Przy różnych okazjach bywał też w Madrycie, gdzie brał udział w spotkaniach literackich, stykając się z najwyższą arystokracją. Był osobą jowialną, towarzyską i elokwentną, ale bezlitosne ostrze satyry, którym posługiwał się z lubością, od początku zraziło do niego wielu ludzi, toteż szybko narobił sobie wrogów w wyższych warstwach – również wśród współczesnych mu twórców. Jego głównymi antagonistami byli m.in. Lope de Vega i Francisco de Quevedo. Starał się jednak zaprzyjaźniać z ludźmi najbardziej wpływowymi, jak choćby z Francisco de Sandovalem y Rojas, księciem Lerma, faworytem króla Filipa III i w latach 1598-1618 faktycznym głównym ministrem. Taka znajomość na pewno nie przysporzyła mu zwolenników na dworze, gdyż sam Lerma był powszechnie znienawidzony za żądzę władzy i bogactwa. Wstawiennictwo księcia sprawiło jednak, że Góngora w 1617 przyjął święcenia kapłańskie i objął prestiżowe stanowisko kapelana królewskiego. Rok później jednak Lerma popadł w niełaskę i został pozbawiony stanowisk, co sprowadziło na Góngorę dramatyczną sytuację finansową, toteż koniecznością stało się dla niego znalezienie nowego mecenasa. Wybór padł na Gaspara de Guzmán, hrabiego Olivares, podówczas faworyta następcy tronu, który po upadku Lermy rozpoczął swą drogę do wielkiej kariery. W tym czasie jednak Góngora cierpiał już na miażdżycę tętnic, która rozwijała się coraz szybciej. Poeta często tracił przytomność, cierpiał na bóle głowy i zaniki pamięci. W 1626 zrujnowany i schorowany wrócił do Kordowy. Umarł w swoim rodzinnym mieście rok później.

## Twórczość
Już jako młody człowiek, podczas studiów na uniwersytecie, Góngora sięgał po pióro i próbował swoich sił w poezji. Wiadomo, że pierwsze jego dzieła powstały nie później niż w roku 1580 – były to głównie sonety i romance. Bardzo szybko zdobył sławę i uznanie współczesnych – już w 1585 w swoim utworze La Galatea wychwalał go Miguel de Cervantes. Mimo że poezja Góngory była wysoko oceniana i szeroko komentowana przez całe życie artysty, to żadne z jego dzieł nie zostało wydane drukiem, lecz krążyły w odpisach po całej Hiszpanii. Dopiero w 1623 zadłużony Góngora podjął nieudaną próbę publikacji swojej twórczości. Pierwszy zbiór ukazał się tuż po śmierci poety – Juan López Vicuña wydał Obras en verso del Homero español (Hiszpańskiego Homera dzieła wierszem). Kolejna edycja, przygotowana przez Gonzala de Hoces, wyszła w roku 1633 i była potem wielokrotnie wznawiana.

### Styl
Większość krytyków literackich zwykła dzielić twórczość Góngory podług dwóch okresów jego życia:
- "książę światła" – młody Góngora pisał głównie proste romance i inne lekkie formy wierszowane;
- "książę ciemności" – za początek tego okresu uważa się rok 1610, kiedy poeta stworzył odę A la toma de Larache; w utworach Góngory przeważały wówczas akcenty erudycyjne, wiersze są hermetyczne, trudne do zrozumienia dla niewyrobionego czytelnika; to właśnie twórczość z tego okresu stała się głównym powodem krytyki Góngory, przez którą poeta popadł w zapomnienie na 300 lat.

Jednak zdaniem wielu badaczy twórczości Góngory, m.in. Dámaso Alonso, o ile można mówić o dwóch nurtach w jego poezji, o tyle podział chronologiczny jest nadużyciem. Według tej koncepcji oba nurty istniały mniej więcej równolegle, a już we wczesnej poezji Góngory spotkać można silne akcenty erudycyjne – gry słów, aluzje, skomplikowaną składnię, itp. Ten wczesny styl najczęściej zwykło się określać mianem konceptyzmu, albowiem opierał się on głównie na koncepcie, nagłych przeskokach myśli, niezwykłych pomysłach i skojarzeniach. Wkrótce jednak Góngorze przestał wystarczać sam koncept. Chciał, wedle własnych słów, "tworzyć dla niewielu". Stąd styl ewoluował w stronę kultyzmu, to jest poezji odwołującej się do erudycji czytelnika, jego znajomości kultury klasycznej, obfitującej w odwołania do łaciny i greki, bogatej w liczne środki stylistyczne – metafory, hiperbole, paronomazje, a w warstwie syntaktycznej opierającej się m.in. na inwersji i symetrii. Jednocześnie poeta zawsze przykładał sporą wagę do melodyjności swej poezji, dbając o nią niczym prawdziwy muzyk. Przy pomocy tych środków Góngora przekształcał każdy swój wiersz w zadanie dla umysłu świadomego i wykształconego, zagadkę lub łamigłówkę, której odgadnięcie sprawia czytelnikowi szczególną przyjemność. To właśnie ten styl zyskał miano gongoryzmu, choć liczni krytycy woleli używać nazwy kulteranizm, która z jednej strony jest odwołaniem do kultyzmu, z drugiej zaś do znienawidzonego w okresie Kontrreformacji luteranizmu. Tę krytykę w znacznej mierze zawdzięczać można licznym epigonom, którzy usiłowali naśladować styl Góngory bez krzty jego geniuszu, co zwykle prowadziło do zwyrodnienia stylu i przerostu formy nad treścią.

### Dzieła

#### Letrille i romance
Zachowało się około dwustu drobnych dzieł, w większości pochodzących z wczesnego okresu twórczości poety. Przeważają tu charakterystyczne dla literatury hiszpańskiej letrille (lekkie, drobne, najwyżej kilkuwersowe formy o różnej tematyce – liryczne, satyryczne, apokryficzne, religijne, itp.) oraz romance (zbliżony do ballady utwór epicko-liryczny). Spośród tych ostatnich należy wymienić przede wszystkim La Fábula de Píramo y Tisbe (1618), opisująca historię miłości dwojga młodych babilończyków ze skłóconych ze sobą rodzin. Inspiracją dla tego dzieła były Przemiany Owidiusza, legendarne już wtedy dzieło, zawierające 250 mitów. Historia miłości Pirama i Tyzbe znana jest też ze Snu nocy letniej Szekspira, gdzie do wystawienia spektaklu o losach tej pary przygotowują się ateńscy rzemieślnicy. La Fábula de Píramo y Tisbe składa się ze 127 strof, z których każda liczy cztery wersy i była jednym z najbardziej cenionych przez samego autora utworów.

#### Sonety
Wraz z Lope de Vegą i Francisco de Quevedo Góngora należy do najwybitniejszych twórców sonetów w języku hiszpańskim. W odróżnieniu jednak od swoich antagonistów kładzie szczególny nacisk na perfekcję formalną swoich utworów, dzięki czemu jego sonety można uważać za najdoskonalsze pod tym względem.
Niektóre z jego sonetów poświęcone są miłości i namiętności (Ilustre y hermosísima María...), inne poruszają tak charakterystyczny dla baroku temat krótkości i ulotności życia doczesnego (Mientras por competir con tu cabello). Bywają też panegiryki poświęcone zmarłym szlachcicom i dworzanom (markizowi Santa Cruz, hrabiemu Salinas czy księciu Feria). Szczególnie wyróżniają się jednak te napisane pod koniec życia, pełne smutku, refleksji nad upływającym czasem, samotnością i starością. Podmiot liryczny skupia się w nich na sobie, zapominając o świecie zewnętrznym, co nadaje tym dziełom tragiczną wielkość (En la capilla estoy condenado...).

#### La Fábula de Polifemo y Galatea

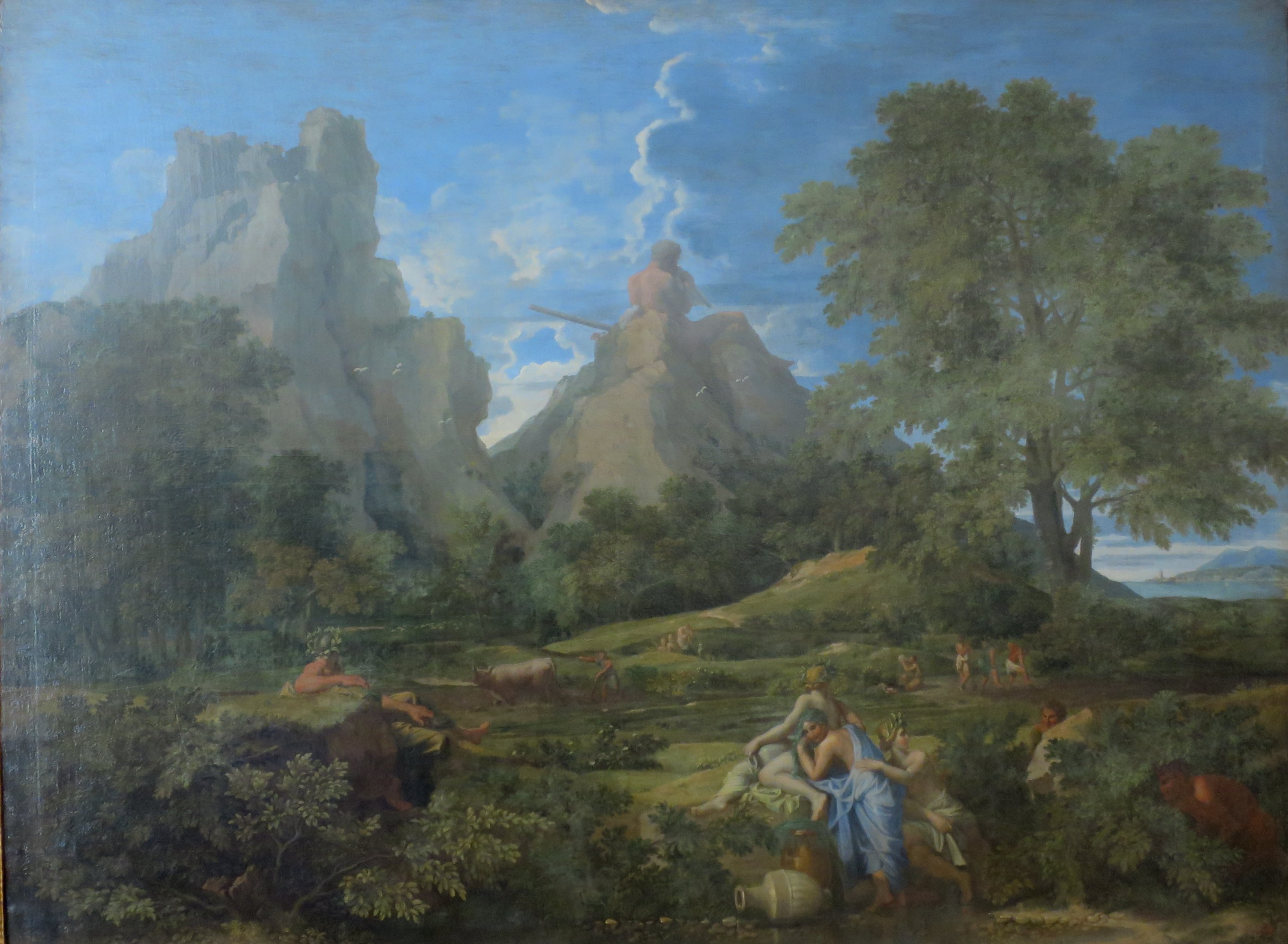
Nicolas Poussin
Pejzaż z Polifemem

Jedno z największych dzieł hiszpańskiego i europejskiego baroku. Napisany w 1612 utwór składa się z 63 oktaw (octava real) o układzie rymów ABABABCC. Opowiada o Galatei, pięknej nimfie, w której zakochuje się cyklop Polifem. Ta jednak odrzuca jego zaloty, gdyż darzy uczuciem pasterza Acisa. Pewnego dnia kochankowie zostają przyłapani przez Polifema. Uciekają, ale cyklop rzuca w nich olbrzymią skałą, która przygniata Acisa. Krew pasterza jest potem przemieniona w rzekę.
La Fábula de Polifemo y Galatea jest szczytowym osiągnięciem gongoryzmu. Głównym konceptem utworu jest kontrast pomiędzy urodą Galatei i brzydotą Polifema, wyrażany na najróżniejsze sposoby. Mamy zatem zestawienia światło-mrok, mamy różne barwy, którymi opisywane są postaci (biel, złoto, srebro w przypadku nimfy oraz czerń, szarość, kolor brunatny w przypadku cyklopa), mamy łagodność i spokój przeciwstawioną brutalności i gwałtowności. Mit o Polifemie i Galatei jest zresztą bardzo częstym tematem literackim (Góngora, Owidiusz) i malarskim (Poussin).

#### Soledades
Poemat składający się z czterech części, z których każda jest alegorią jednego okresu z życia człowieka (dzieciństwo, dorastanie, dojrzałość i starość) i jednej pory roku zarazem. Tytuł każdej z części nawiązuje z kolei do konkretnego pejzażu – pól i wsi, rzek, lasów i pustkowi (Soledad de los campos, Soledad de las riberas, Soledad de las selvas i Soledad del yermo). Góngora nie ukończył jednak swego dzieła – powstał jedynie wstęp będący dedykacją dla księcia Béjar, Soledad pierwsza (złożona z 1091 wersów) oraz część Soledad drugiej (979 wersów). Napisane są silvą, czyli charakterystyczną dla hiszpańskiej poezji strofą składającą się z wersów siedmio- i jedenastozgłoskowych.
Inspiracją dla Soledad pierwszej (1613) jest epizod z Odysei z Nauzykaą, królewną Feaków. Ta część poematu odnosi się do dzieciństwa i wieku młodzieńczego, i opiera się na pochwale życia wiejskiego w przeciwieństwie do miasta i dworu. Życie to ma być beztroskie, cudowne, arkadyjskie wręcz – tylko tam człowiek jest naprawdę szczęśliwy, tam nie ma nic brzydkiego i nieprzyjemnego. Efekt ten osiąga Góngora m.in. dzięki figurom stylistycznym, w szczególności peryfrazie, która omawia nawet banalne i odrażające przedmioty (suszone mięso staje się np. "purpurowymi włóknami delikatnej tkaniny").
Soledades stały się główną przyczyną ataków na Góngorę, głównie z powodu ich hermetyzmu, niezrozumiałości i silnego nacechowania akcentami erudycyjnymi.

#### Panegírico al duque de Lerma
Poemat biograficzny poświęcony mecenasowi Góngory Francisco de Sandovalowi y Rojas, księciu Lerma. Artysta rozpoczął pisanie go w 1617, choć z nieznanych do dziś powodów nigdy nie ukończył. Składa się z 632 wersów, pogrupowanych w 79 oktawy. Bez wątpienia jedynym celem, który przyświecał poecie, kiedy pisał ten panegiryk, było schlebianie temu ministrowi królewskiemu, właściwemu rządcy Hiszpanii podczas za panowania Filipa III. Prawdopodobnie więc, kiedy w 1618 r. Lerma popadł w niełaskę i został wydalony z dworu, Góngora uznał, że nie ma sensu kontynuować pisania panegiryku.

#### Dramaty
Góngora był również autorem kilku dzieł dramatycznych (Las firmezas de Isabela czy El doctor Carlino), choć nigdy żadne z nich nie osiągnęło sukcesu porównywalnego z jego poezją.

## Wpływ Góngory na literaturę

Herb rodziny Góngora

Już za życia stał się Góngora celem gwałtownych ataków współczesnych mu twórców (Juan de Jáuregui napisał nawet Antidotum na Soledades), choć część z nich (jak Lope de Vega) podziwiała go za jego talent. Z kolei konflikt z Quevedo przerodził się wręcz w nienawiść pomiędzy oboma poetami a w sporze pojawiały się mocno niewybredne argumenty. Quevedo w swoich satyrycznych wierszykach określał twórczość Góngory synonimami ekskrementów, a samego poetę posądzał o homoseksualizm, sodomię i żydowskie pochodzenie (obecnie przypuszcza się, że matka Góngory rzeczywiście pochodziła z mocno zasymilowanej, uszlachconej – patrz herb obok – rodziny sefardyjskiej).
Przez trzysta lat twórczość Andaluzyjczyka była deprecjonowana – nawet Marcelino Menéndez Pelayo, ojciec hiszpańskiej krytyki literackiej, uważał, że Góngora powoli staczał się ku "poetyckiemu nihilizmowi, pisaniu wersów bez idei i bez powodu, niczym nic nie znaczące plamy kolorów, albo bezsensowne następstwo dźwięków".
Dopiero trzechsetna rocznica śmierci poety przywróciła należne mu miejsce w panteonie hiszpańskiej literatury. Stało się tak dzięki młodemu pokoleniu poetów i pisarzy, których połączył kult dla poezji Góngory i dla których właśnie przypadająca w 1927 rocznica stała się okazją do sformowania grupy literackiej zwanej odtąd Pokoleniem 27. Szczególnie Dámaso Alonso, autor La lengua poética de Góngora (1935), zasłużył się w ponownym odkryciu talentu i geniuszu wielkiego poety hiszpańskiego baroku.